# Хомо дуплекс
Хомо дуплекс је колоквијални назив за особу која има двоструке стандарде. Она је унутар себе подељена и растрзана, јер има антагонистичке жеље, с једне стране приватне, а с друге оне које се јавно исказују.